# Битца (конноспортивный комплекс)
Конноспортивный комплекс «Битца» Москомспорта — спортивный комплекс, расположенный в черте города Москвы.
Строительство его началось в 1977 году в период подготовки Москвы к XXII Олимпийским играм. Официальное открытие комплекса состоялось 4 июля 1980 года и проводились олимпийские соревнования по конному спорту и современному пятиборью. Авторы проекта — архитекторы Л. К. Дюбек, А. Г. Шапиро, А. Р. Кеглер, Ю. П. Иванов, В. Н. Логвинов, А. И. Михайлов, Б. И. Малярчук, Э. В. Захарова, инженеры С. И. Керштейн, Д. А. Морозов, А. Б. Скорова, Ю. Л. Попов, М. З. Банк, А. А. Волков, В. П. Гординский, скульпторы Э. М. Ладыгин, Г. А. Джапаридзе.
В настоящее время территория «Битцы» составляет около 50 гектаров с различными современными спортивными сооружениями в сочетании с Битцевским лесом (еще 1500 гектаров).
На территории комплекса расположены:
- стадион для проведения соревнований по конкуру
- стадион для проведения соревнований по выездке
- три крытых манежа
- конюшни летние с денниками на 234 лошадей и зимние с денниками на 240 лошадей
- ветлазарет
- плоскостные тренировочные сооружения
- спортивный зал
- плавательный бассейн
- стрелковый тир
- гостиница
- кафе
- русская баня
- автохозяйство

В ГБУ «СШ „Битца“» Москомспорта готовят спортсменов по традиционным видам конного спорта (конкур, выездка, троеборье), а также по вольтижировке. Кроме того, в Спортивной школе функционируют отделения по следующим видам спорта: современное пятиборье, плавание, стрельба из лука, пулевая стрельба, спортивная гимнастика, самбо, дзюдо, тхэквондо. В середине 2017 года комплекс был передан под управление Департамента спорта и туризма города Москвы.
Масштабная реконструкция комплекса начались в конце июля 2019 года и завершилась в августе 2023 года. В ходе строительных работ на территории КСК построили конюшни, манеж, лыжную базу, провели текущий ремонт имеющейся инфраструктуры, благоустроили территорию, закупили современное оборудование и спортивный инвентарь, а также оснастили объекты системами безопасности.

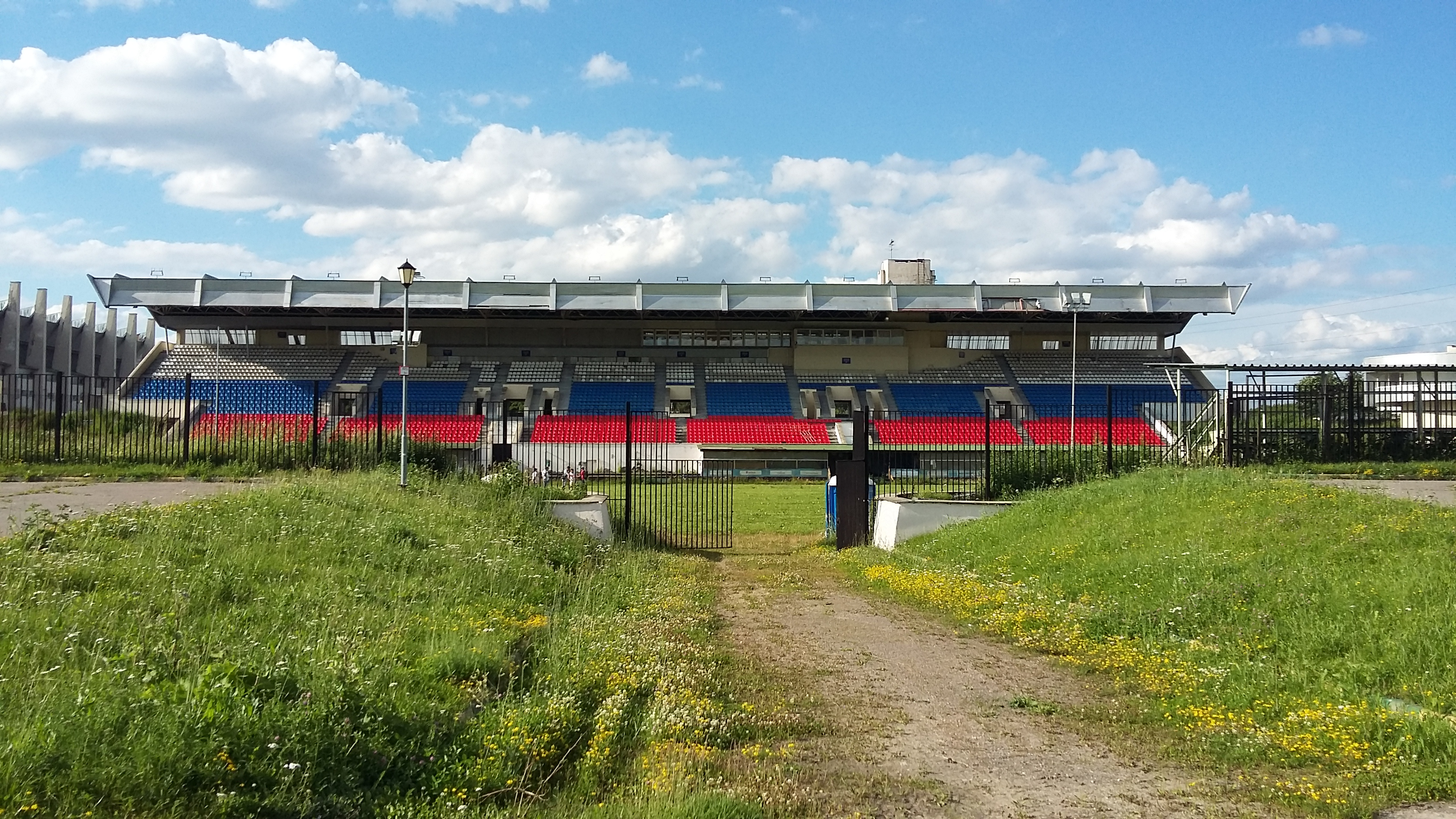
Стадион для конкура
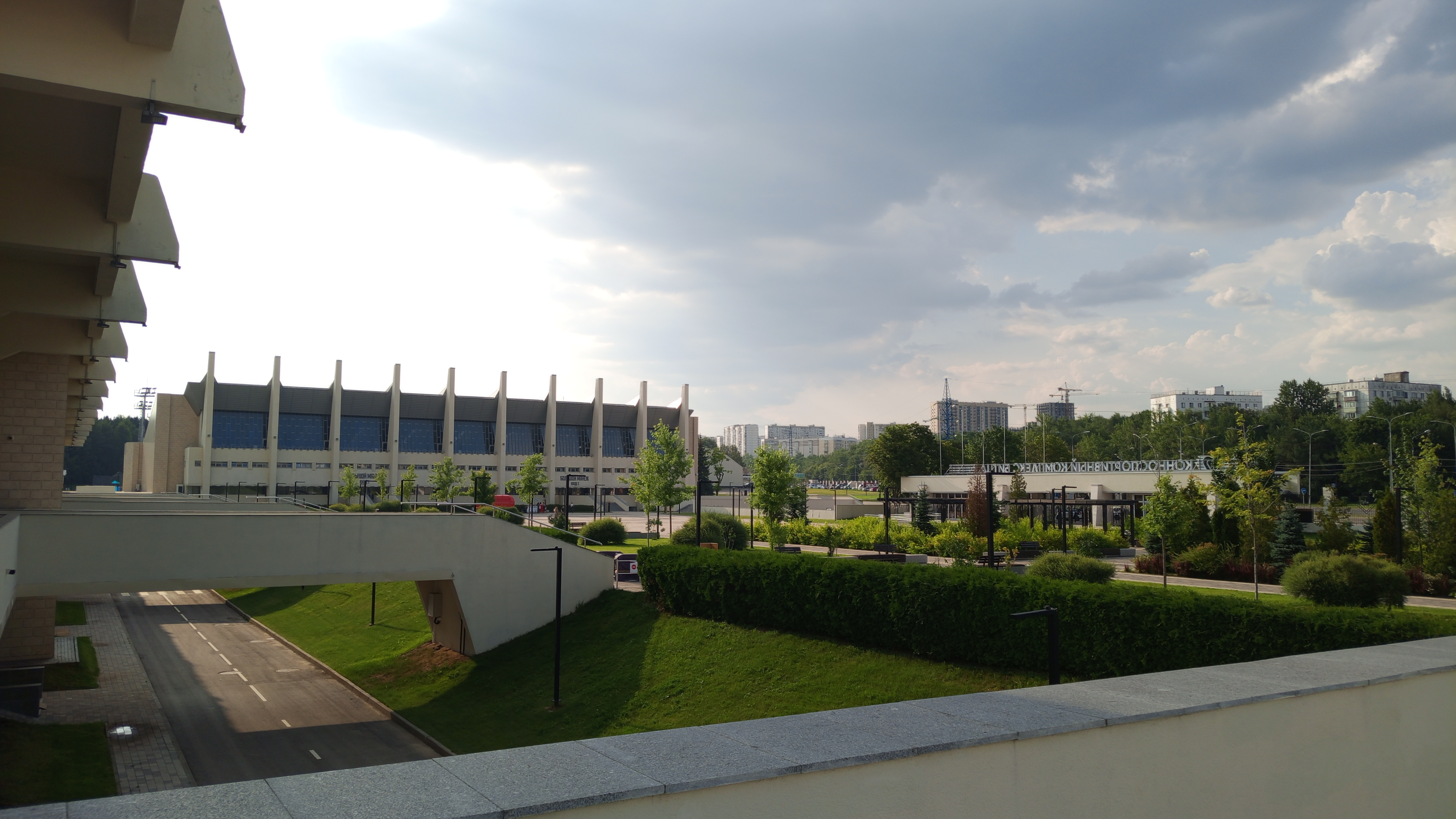
Крытый манеж
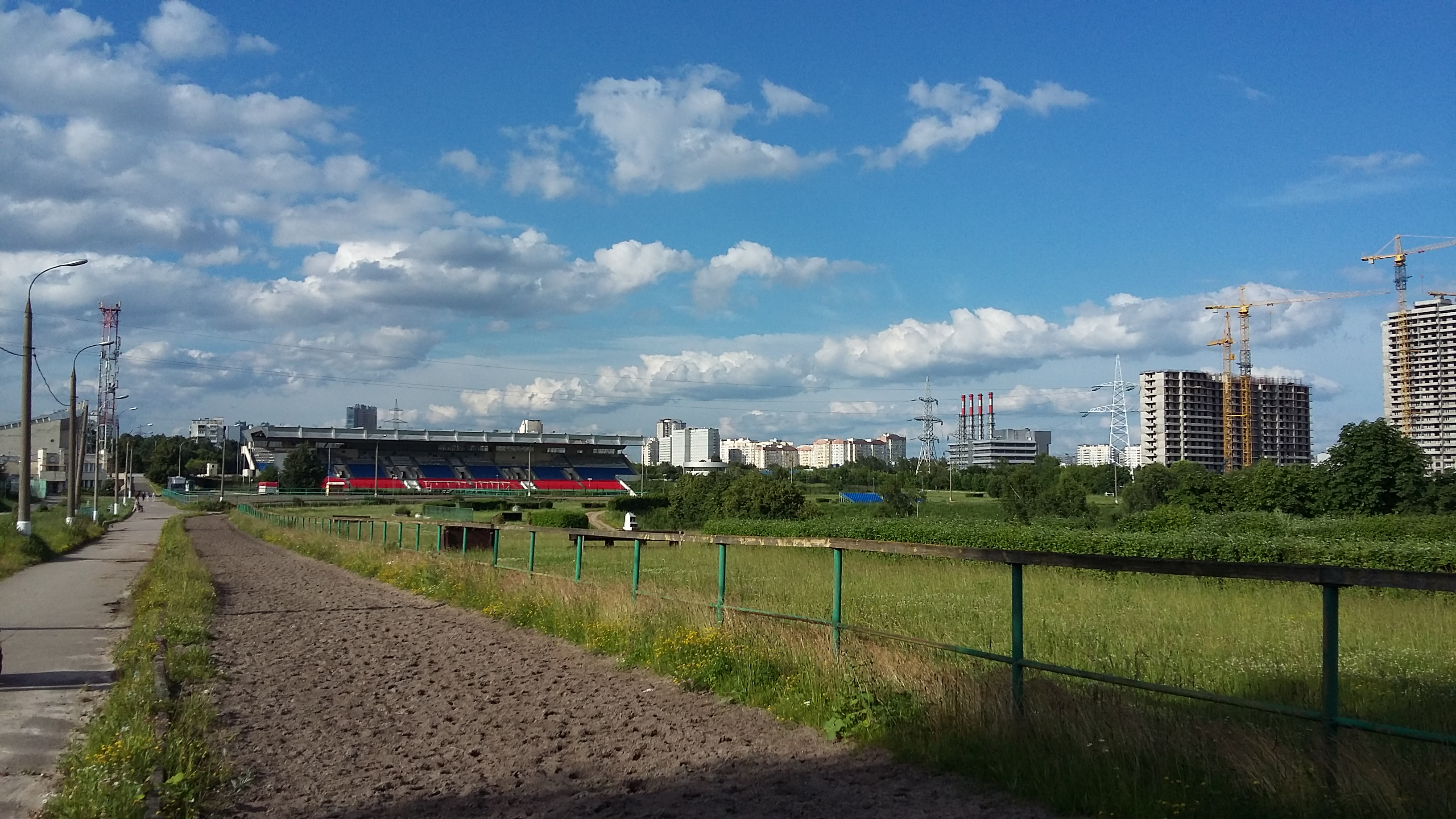
Поле для стипль-чеза
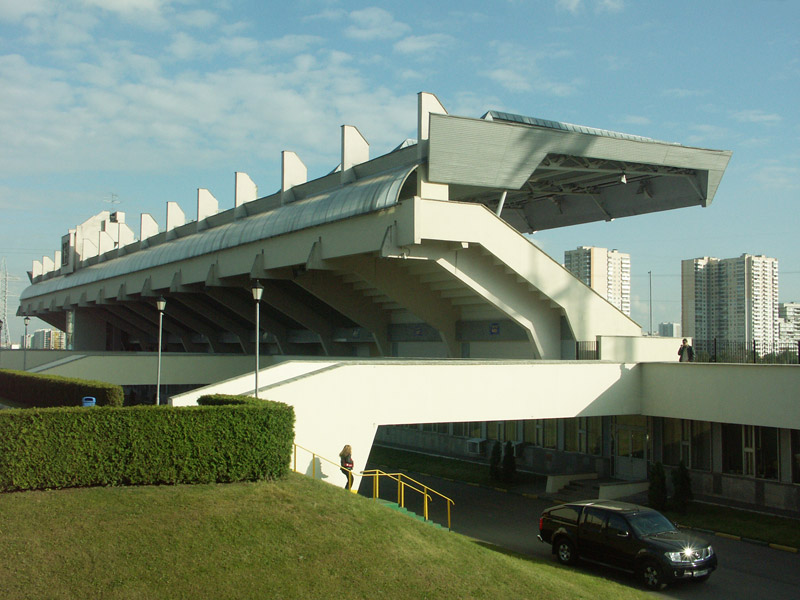
Трибуны стадиона для конкура
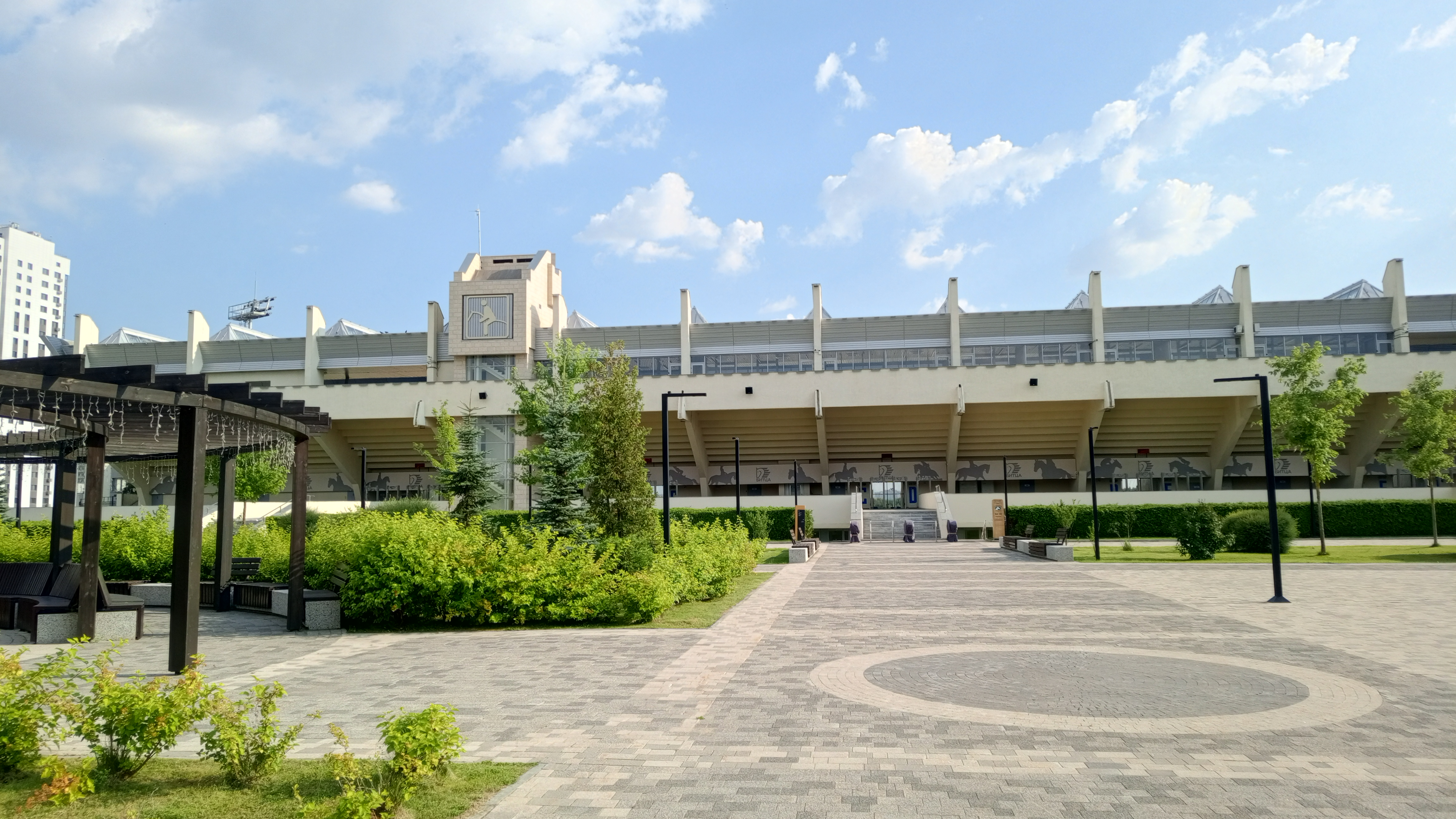
Главная площадь комплекса и трибуна стадиона для конкура
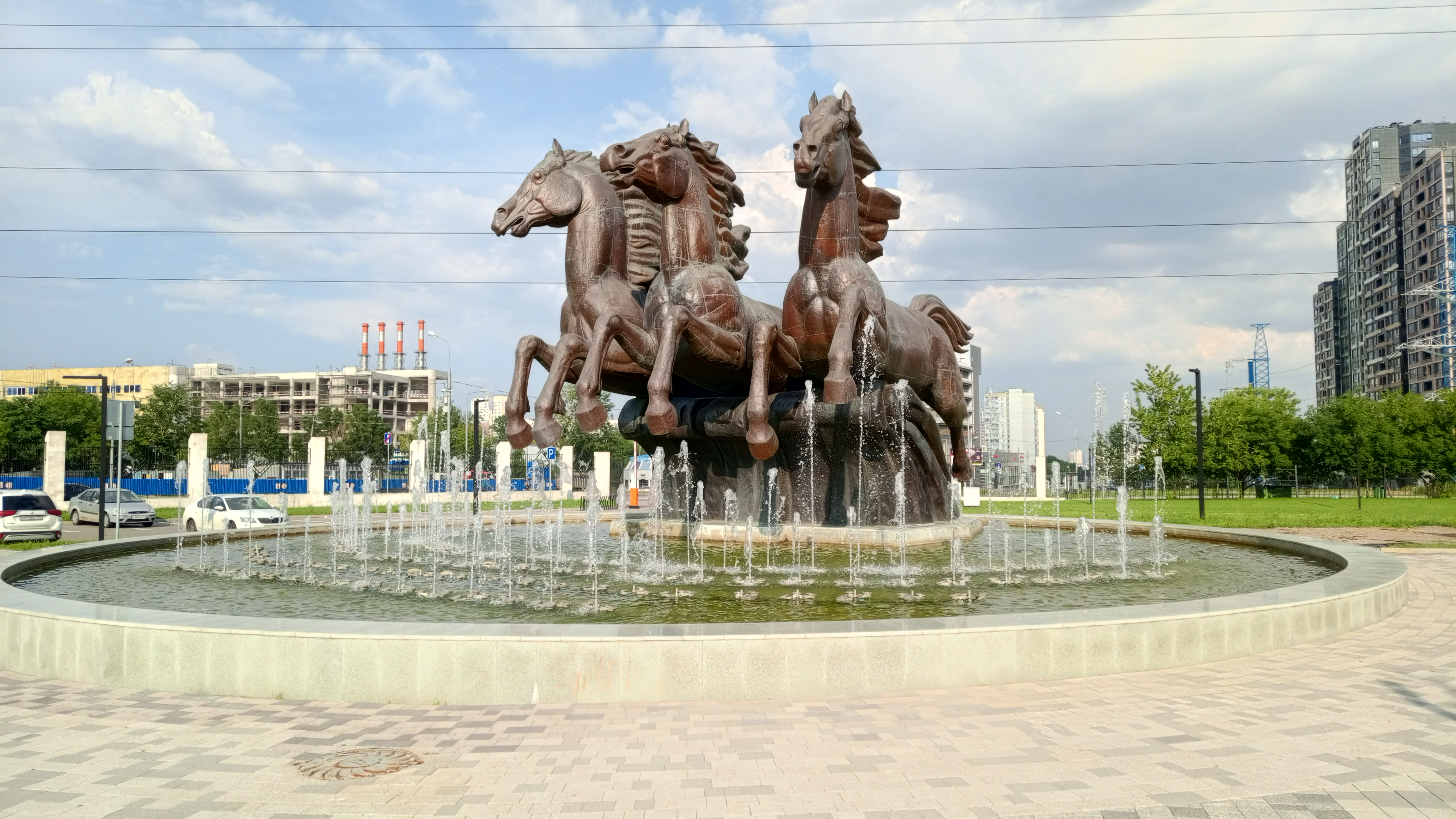
Конная скульптура. Скульптор Г. Джапаридзе.